# Mariner 6 y 7
Tras la decepcionante visita de la Mariner 4 a Marte, la NASA creyó que ese primer sobrevuelo fue bastante incompleto ya que las fotografías de baja calidad que aparentemente sólo mostraban cráteres de impacto, abarcaban un pequeño porcentaje de la superficie marciana y la NASA quiso hacer una nueva intentona durante la ventana de 1969.
Las sondas gemelas 6 y 7 de la serie Mariner eran una versión mejorada que las 3 y 4, sin la suficiente carga de hidracina para otra cosa que no fueran correcciones de trayectorias. Eran sondas que alcanzaban una trayectoria en forma de órbita heliocéntrica de transferencia y se limitan a sobrevolar el planeta (flyby) perdiéndose en el espacio, dándose poco después las misiones por concluidas, pasando después a orbitar el Sol como chatarra inservible. Se probaron nuevas tecnologías que luego serían usadas en sucesivas misiones.

## Datos Mariner 6 y 7

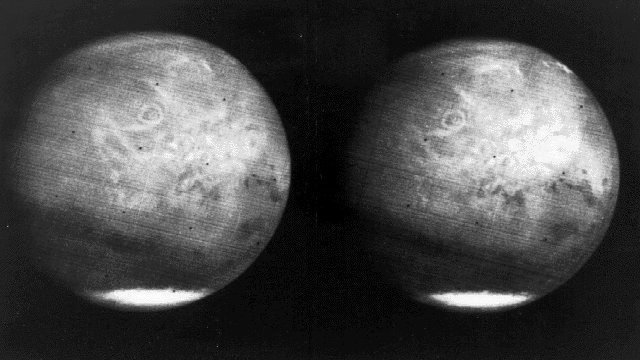
Aterrizador.

Las naves Mariner 6 y 7 eran idénticas, consistiendo de una estructura de base octagonal de magnesio, de 138,4 cm de diagonal y 45,7 cm de profundidad. Una superestructura cónica montada en la parte superior de la estructura base 
soportando una antena parabólica de alta ganancia de 1 metro de diámetro y cuatro paneles solares,  midiendo cada uno 215 x 90 cm que estaban fijados en las esquinas superiores de la estructura. de punta a punta la envergadura de los paneles solares desplegados era de 5,79 m. Una antena omnidireccional de baja ganancia fue montada en un mástil de 2,23 m de altura al lado de la antena de alta ganancia. Debajo de la estructura octagonal había una plataforma móvil de dos ejes que contenía los instrumentos científicos. En general la masa instrumento científico fue de 57,6 kg. La altura total de la nave fue de 3,35 m. 
La nave espacial tenía control de actitud estabilizada en tres ejes (tomando como referencia al Sol y a la estrella Canopus) mediante el uso de 3 giroscopios, 2 juegos de 6 jets de nitrógeno montados en los extremos de los paneles solares, un rastreador de Canopus y sensores solares, dos primarios y cuatro secundarios. La propulsión fue proporcionada por un motor cohete de 223 N montados en la estructura que utiliza monopropelentes de hidracina. La tobera con 4-paletas de control de vectores de chorro salía de una cara de la estructura octagonal. La energía fue proporcionada por 17.472 células fotovoltaicas, con una superficie de 7,7 metros cuadrados en los cuatro paneles solares. Estos podrían proporcionar 800 W de potencia cerca de la Tierra y 449 W en Marte. El requisito de potencia máxima era de 380 W en el encuentro con Marte. una batería recargable de plata-zinc de 1200 W se utilizaba para proporcionar energía de reserva. El control térmico se logró mediante la utilización de persianas ajustables en los lados del compartimento principal. 
Tres canales de telemetría estaban disponibles para las telecomunicaciones. el canal A de datos de ingeniería a 8 1 / 3 o 33 1 / 3 bps, el canal B de datos científicos en 66 2 / 3 o 270 bps y el canal C que se hallan datos de la ciencia a 16.200 bps. Las comunicaciones se llevaron a cabo a través de antenas de alta y baja ganancia a través de la banda S de tubo de ondas progresivas 10/20 W para los amplificadores de transmisión y un solo receptor. Una grabadora de cinta analógica, con una capacidad de 195 millones de bits puede almacenar las imágenes de televisión para su transmisión posterior. Otros datos de la ciencia se almacenan en un grabador digital. El sistema de comando, que consiste en una computadora central y un secuenciador (CC & S), fue diseñado para accionar eventos específicos en el momento preciso. El CC & S fue programado con una misión normal y un conservador de copia de seguridad de misión antes del lanzamiento, pero podría ser ordenado y reprogramados en pleno vuelo. Se podría realizar 53 comandos directos, 5 comandos de control, y 4 comandos cuantitativos.

## Carga científica
Masa total: 59 kg
- 2 cámaras de TV
- Radiómetro infrarrojo
- Espectrómetro ultravioleta
- Transmisores: Canal A (datos de ingeniería) muy lento, Canal B (datos científicos) hasta 270 bps, Canal C "rápido" 16.200 bps

## Encuentros con Marte

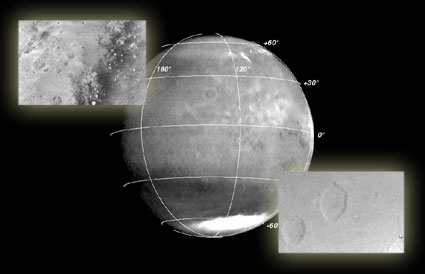
Aterrizador.

- Mariner 6: 31 de julio de 1969, distancia mínima 3.412 km sobre la superficie.
- Mariner 7: 5 de agosto de 1969, distancia mínima 3.430 km sobre la superficie.

## Resultados científicos de ambas misiones

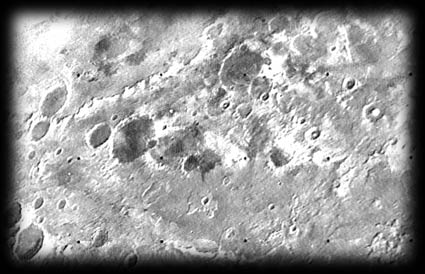
Aterrizador.

La Mariner 6 y 7 retornaron un total de 143 imágenes de Marte, 55 de ellas durante el encuentro cercano, al igual que de su satélite más cercano Phobos.
Las sondas siguieron una trayectoria sobre el Hemisferio Sur y la otra sobre el ecuador, cubriendo un 20% de la superficie en las fases de encuentro cercano. Entre las zonas estudiadas destacan las tierras bajas de la Cuenca Hellas, una depresión de 2.000 km de diámetro.
A pesar del esfuerzo gran parte del Hemisferio Norte del planeta incluyendo la cadena de volcanes de Tharsis y el impresionante Mons Olympus fueron pobremente cubiertas por ambas sondas.
De cualquier forma, las imágenes transmitidas dieron una visión diferente a la casi lunar que había fotografiado la sonda Mariner 4, con zonas con diferente albedo (reflectividad) y algunas casi desprovistas de cráteres de impacto.
Se descubrieron zonas distintas a todo lo visto anteriormente denominadas terrenos caóticos, se identificaron zonas de hundimiento similares a los poljés rasgo este de erosión kárstica, por disolución de roca caliza en la Tierra. Las formaciones observadas en Marte se atribuyeron a la fusión del permafrost marciano (una especie de barro congelado que cubre los primeros metros de profundidad del planeta). El Marte con agua fluyendo a través de canales de riego imaginado por el heterodoxo Percival Lowell, recibió el golpe de gracia.
Se midió la presión atmosférica entre 6 o 7 hPa (inferior al 1% de la presión terrestre a nivel del mar) mediante la distorsión de la señal de radio de las sondas y se descubrió que se encontraba compuesta mayoritariamente por dióxido de carbono. Se concluyó mediante las observaciones que el casquete polar sur estaba formado en su mayor parte por dióxido de carbono congelado y se determinó con mayor exactitud la masa y el radio del planeta. Los datos transmitidos aportaron nuevas incógnitas por explorar que intentó aclarar una nave orbital posterior, la Mariner 9, que fue la que dio una imagen más real y global de Marte.